# Low Wooded Isle
Low Wooded Isle (engelska: Low Wooded Island) är en ö i Australien. Den ligger i delstaten Queensland, omkring 1 600 kilometer nordväst om delstatshuvudstaden Brisbane. Arean är 0,84 kvadratkilometer. Den sträcker sig 0,8 kilometer i nord-sydlig riktning, och 1,4 kilometer i öst-västlig riktning.
Savannklimat råder i trakten. Genomsnittlig årsnederbörd är 1 696 millimeter. Den regnigaste månaden är mars, med i genomsnitt 461 mm nederbörd, och den torraste är augusti, med 14 mm nederbörd.